# Seznam pražských pomocných biskupů
Toto je neúplný seznam pomocných biskupů pražské diecéze/arcidiecéze.

## Seznam biskupů
| Pořadí | biskup                                 | od   | do   | popisek | životopisné údaje                                          | obrázek | znak |
| ------ | -------------------------------------- | ---- | ---- | --- | ---------------------------------------------------------- | ------- | ---- |
| 1      | Šimon Brosius z Horštejna              | 1626 | 1642 | od roku 1626 titulární arcibiskup trapezunský a světící biskup pražské diecéze do své smrti | * 1567, Horšovský Týn; † 13. ledna 1642, Praha             |         |      |
| 00     | Kryšpín Fuk z Hradiště OPraem          | 1644 | 1653 | V roce 1609 vysvěcen na kněze, 18. dubna 1644 jmenován biskupem titulární diecéze Trapezus a světícím biskupem v Praze, konsekrován 26. července 1644                                                                                                 | † 23. srpna 1653                                           |         |      |
| 01     | Giuseppe Corti                         | 1654 | 1662 | též jako Josef de Corte, v roce 1617 vysvěcen na kněze, 22. června 1654 jmenován biskupem titulární diecéze Sebastea a světícím biskupem v Praze, konsekrován 6. září 1654                                                                            | 1593 v Pavii - † 30. března 1662                           |         |      |
| 02     | Daniel Vít Nastoupil ze Šifenberka     | 1664 | 1665 | 15. prosince 1664 jmenován biskupem titulární diecéze Constantiny a světícím biskupem v Praze, konsekrován 30. května 1665 | † 21. listopadu 1665, Praha                                |         |      |
| 03     | Otto Reinhold z Andrimontu OSA         | 1669 | 1674 | 9. září 1669 jmenován biskupem titulární diecéze Diocaesarea in Isauria a světícím biskupem v Praze | * 1625, emeritura 22. listopadu 1674                       |         |      |
|        | Tomáš Pešina z Čechorodu               | 1674 |      | Roku 1674 jej císař Leopold I. jmenoval titulárním biskupem samandrijským, není však jasné, zda přijal zároveň svěcení pomocným pražským biskupem. | * 19. prosince 1629, Počátky; † 3. srpna 1680, Praha       |         |      |
| 04     | Antonius Sotomayor OSB                 | 1675 | 1679 | 28. ledna 1675 jmenován biskupem titulární diecéze Selymbria a světícím biskupem v Praze | * 1612 † 1679                                              |         |      |
| 05     | Jan Ignác Dlouhoveský z Dlouhé Vsi     | 1679 | 1701 | 21. prosince 1661 vysvěcen na kněze, 10. dubna 1679 jmenován biskupem titulární diecéze Milevum a světícím biskupem v Praze, 11. června 1679 vysvěcen na biskupa                                                                                      | * 6. února 1638 v Praze, † 10. ledna 1701                  |         |      |
|        | Jiří Ignác Pospíchal                   | 1699 | 1699 | velmistr křižovníků s červenou hvězdou, světícím biskupem de facto nebyl, neboť zemřel v průběhu procesu | 1634 Polná, – 26. srpna 1699, Praha                        |         |      |
| 06     | Vitus Seipel                           | 1701 | 1711 | 5. března 1678 vysvěcen na kněze, 3. ledna 1701 jmenován biskupem titulární diecéze Hierapolis in Isauria a světícím biskupem, od roku 1709 generálním vikářem v Praze                                                                                | * 21. prosince 1650, Landeck; † 9. března 1711             |         |      |
| 07     | Jan Rudolf ze Sporcku                  | 1729 | 1759 | 15. července 1719 vysvěcen na kněze, 7. února 1729 jmenován biskupem titulární diecéze Adras a světícím biskupem v Praze, 24. února 1729 vysvěcen na biskupa                                                                                          | * 27. března 1696, Praha; † 21. ledna 1759                 |         |      |
| 08     | Daniel Josef Mayer z Mayernu           | 1711 | 1731 | 17. prosince 1679 vysvěcen na kněze, 17. dubna 1711 jmenován biskupem titulární diecéze tiberiadské a světícím biskupem v Praze, 9. října 1712 vysvěcen na biskupa, 4. listopadu 1731 se stal arcibiskupem pražským                                   | * 16. ledna 1651, Stráž pod Ralskem; † 10. dubna 1733      |         |      |
| 09     | Zdeněk Jiří Chřepický z Modliškovic    | 1743 | 1755 | 12. března 1701 vysvěcen na kněze, 23. září 1743 jmenován biskupem titulární diecéze Mennith a světícím biskupem v Praze | * 17. května 1678, Sedlec; † 16. května 1755               |         |      |
| 10     | Antonín Jan Václav Vokoun              | 1748 | 1757 | 6. dubna 1715 vysvěcen na kněze, 16. září 1748 světícím biskupem v Praze, biskupem titulární diecéze Callinicu | * 8. března 1691, Bezno; † 7. února 1757                   |         |      |
| 11     | Emanuel Arnošt z Valdštejna            | 1756 | 1759 | 17. prosince 1740 vysvěcen na kněze, 23. května 1756 jmenován biskupem titulární diecéze Amyclae a světícím biskupem v Praze, 19. července 1759 byl jmenován biskupem litoměřické diecéze                                                             | * 17. července 1716, Praha; † 7. prosince 1789             |         |      |
| 12     | Jan Ondřej Kayser z Kaysernu           | 1760 | 1776 | 19. prosince 1739 vysvěcen na kněze, 3. března 1760 jmenován biskupem v titulární diecéze Themisonium a světícím biskupem v Praze, 14. května 1775 byl jmenován biskupem královéhradecké diecéze                                                      | * 29. listopadu 1716, Štětí; † 5. května 1776              |         |      |
| 13     | Josef Pavel Seddeler                   | 1775 | 1776 | 18. prosince 1757 vysvěcen na kněze, 11. září 1775 biskupem titulární diecéze Lycopolis a světícím biskupem v Praze | 25. ledna 1735, Praha; † 4. září 1776                      |         |      |
| 14     | František Xaver Tvrdý                  | 1776 | 1779 | 17. února 1742 vysvěcen na kněze, 16. prosince 1776 biskupem titulární diecéze Hippos a světícím biskupem v Praze | * 27. listopadu 1715, Blatná; † 22. března 1779            |         |      |
| 15     | Jan Matouš Schweiberer                 | 1779 | 1781 | 7. dubna 1738 vysvěcen na kněze, 17. července 1779 jmenován biskupem titulární diecéze Antipatris a světícím biskupem v Praze, konsekrován 15. srpna 1779                                                                                             | * 22. února 1711, Bezdružice; † 27. června 1781            |         |      |
| 16     | Erasmus Diviš Krieger                  | 1781 | 1792 | 7. března 1761 vysvěcen na kněze, 17. září 1781 jmenován biskupem titulární diecéze Tiberias a světícím biskupem v Praze, konsekrován 28. října 1781                                                                                                  | * 4. března 1738, Mašťov; † 27. prosince 1792              |         |      |
| 17     | Václav Leopold Chlumčanský z Přestavlk | 1795 | 1801 | 19. prosince 1772 vysvěcen na kněze, 1. června 1795 jmenován biskupem titulární diecéze Cydonia a světícím biskupem v Praze, 15. října 1801 biskupem Leitmeritz, 30. června 1802 arcibiskupem pražským                                                | * 15. listopadu 1749, Hoštice; † 14. června 1830           |         |      |
| 18     | Ján Baptist Richolosky                 | 1808 | 1809 | 1. června 1776 vysvěcen na kněze, 11. ledna 1808 biskupem v Thermae Basilicae a světícím biskupem v Praze, konsekrován 27. září 1809 | * 24. prosince 1752, Poniklá;                              |         |      |
| 19     | František de Paula Pištěk              | 1824 | 1832 | | * 6. dubna 1768, Prčice; † 1. února 1846                   |         |      |
| 19     | Jan František Vilém Tippmann           | 1832 |      | 17. prosince 1832 jmenován biskupem titulární diecéze Satala in Armenia a světícím biskupem v Praze, rektor Univerzity Karlovy | * 11. června 1786, Jáchymov; † 26. června 1857             |         |      |
|        | František Petr Krejčí                  | 1858 | 1870 | titulární biskup oropský | * 27. června 1796 Březina; † 4. července 1870 Praha        |         |      |
| 20     | Karel František Průcha                 | 1871 | 1883 | 6. března 1871 jmenován biskupem titulární diecéze Ioppe a světícím biskupem v Praze | * 6. září 1818, Nové Hrady                                 |         |      |
| 21     | Karel Schwarz                          | 1884 |      | 27. března 1884 jmenován biskupem titulární diecéze Anastasiopolis a světícím biskupem v Praze | * 30. září 1828, Drozdov                                   |         |      |
|        | František Borgia Krásl                 | 1901 | 1907 | | 24. prosince 1844, Králův Dvůr; † 27. července 1907, Praha |         |      |
| 22     | Ferdinand Jan Kalous                   | 1891 | 1907 | 15. července 1866 vysvěcen na kněze, 1. října 1891 jmenován biskupem titulární diecéze Gratianopolis a světícím biskupem v Praze | * 29. února 1836, Cerny; † 19. září 1907                   |         |      |
| 23     | Václav Frind                           | 1901 | 1932 | v červnu 1866 vysvěcen na kněze, 15. července 1901 jmenován biskupem titulární diecéze Gadara a světícím biskupem v Praze, emeritura 1917 | * 26. ledna 1843, Lipová; † 2. září 1932, klášter Chotěšov |         |      |
| 24     | František Brusák                       | 1908 | 1918 | 6. května 1908 jmenován biskupem titulární diecéze Acmonia a světícím biskupem v Praze | * 1. listopadu 1840, Ohaveč; † 5. dubna 1918               |         |      |
| 25     | Georg Glosauer                         | 1917 | 1926 | 7. července 1917 jmenován biskupem titulární diecéze Hermopolis květnaor a světícím biskupem v Praze | * 22. června 1860, Svojšín; † 9. června 1926               |         |      |
| 26     | Jan Nepomuk Sedlák                     | 1917 | 1930 | 7. července 1917 jmenován biskupem titulární diecéze Tacapae a světícím biskupem v Praze | * 9. dubna 1854, Tajanov; † 10. října 1930                 |         |      |
| 27     | Antonín Podlaha                        | 1920 | 1932 | 5. července 1888 vysvěcen na kněze, am 8. března 1920 biskupem titulární diecéze Paphus a světícím biskupem v Praze | 22. ledna 1865, Praha; † 14. února 1932                    |         |      |
| 28     | Jan Remiger                            | 1929 | 1941 | 24. května 1902 vysvěcen na kněze, 16. prosince 1929 biskupem titulární diecéze Dadima a světícím biskupem v Praze, 1941 emeritura | * 4. května 1879, Zhoř; † 21. května 1959                  |         |      |
| 29     | Antonín Eltschkner                     | 1933 | 1961 | 18. března 1905 v Římě vysvěcen na kněze, 10. února 1933 jmenován biskupem titulární diecéze Zephyrium a světícím biskupem v Praze, konsekrován 19. března 1933                                                                                       | * 4. ledna 1880, Polička; † 22. února 1961                 |         |      |
|        | František Zapletal                     | 1933 | 1935 | V letech 1922–1935 probošt vyšehradské kapituly | 18. července 1861, Senička – 20. srpna 1935, Žitenice      |         |      |
| 30     | Kajetán Matoušek                       | 1949 | 1992 | 22. prosince 1934 vysvěcen na kněze, 29. srpna 1949 jmenován biskupem titulární diecéze Serigene a světícím biskupem v Praze, konsekrován 17. září 1949, emeritura 5. června 1992                                                                     | * 7. srpna 1910, Praha; † 21. října 1994                   |         |      |
| 31     | Ladislav Albert Hlad                   | 1950 | 1979 | | 3. února 1908, Plzeň; † 16. prosince 1979, Moravec         |         |      |
| 32     | Jan Lebeda                             | 1988 | 1991 | 20. června 1937 vysvěcen na kněze, 19. května 1988 biskupem titulární diecéze Novi a světícím biskupem v Praze, vysvěcen 11. června 1988 | 23. dubna 1913 v Praze; † 5. listopadu 1991                |         |      |
| 33     | Jaroslav Škarvada                      | 1982 | 2002 | 12. března 1949 vysvěcen na kněze, 18. prosince 1982 jmenován biskupem titulární diecéze Litomyšl a světícím biskupem v Praze, vysvěcen 6. ledna 1983, emerit. 25. září 2002                                                                          | * 14. září 1924 v Praze; † 14. června 2010                 |         |      |
| 34     | Antonín Liška CSsR                     | 1988 | 1991 | 22. září 1951 vysvěcen na kněze, 19. května 1988 jmenován biskupem titulární diecéze Vergi a světícím biskupem v Praze, vysvěcen 11. června 1988, 28. srpna 1991 biskupem českobudějovické diecéze                                                    | * 17. září 1924, Bohumilice; † 15. října 2003              |         |      |
|        | František Radkovský                    | 1990 | 1993 | V letech 1990 až 1993 byl pomocným biskupem pražským. V roce 1993 byl jmenován biskupem nově vzniklé diecéze plzeňské. | * 3. října 1939, Třešť                                     |         |      |
| 35     | František Václav z Lobkowicz OPraem    | 1990 | 1996 | 15. srpna 1972 vysvěcen na kněze, 17. března 1990 jmenován biskupem titulární diecéze Catabum Castra a světícím biskupem v Praze, vysvěcen 7. dubna 1990, 30. května 1996 biskupem Ostravsko-opavské diecéze                                          | * 5. ledna 1948, Plzeň; † 16. února 2022                   |         |      |
| 36     | Václav Malý                            | 1996 |      | 26. června 1976 vysvěcen na kněze, 3. prosince 1996 jmenován biskupem titulární diecéze Marcelliana a světícím biskupem v Praze, vysvěcen 11. ledna 1997                                                                                              | * 21. září 1950 v Praze                                    |         |      |
| 37     | Jiří Paďour, OFMCap                    | 1996 | 2001 | 21. června 1975 vysvěcen na kněze, 3. prosince 1996 jmenován biskupem titulární diecéze Ausuccura a světícím biskupem v Praze, vysvěcen 11. ledna 1997, 23. února 2001 biskup koadjutor a od 25. září 2002 biskupem českobudějovické diecéze          | * 4. dubna 1943, Vraclav                                   |         |      |
| 38     | Karel Herbst SDB                       | 2002 | 2016 | 23. ledna 1973 vysvěcen na kněze, 19. února 2002 jmenován biskupem titulární diecéze Siccesi a světícím biskupem v Praze, vysvěcen 6. srpna 2002, 1. prosince 2016 odstoupil                                                                          | * 6. listopadu 1943 v Praze;                               |         |      |
|        | Zdenek Wasserbauer                     | 2018 |      | Titulární biskup butrintský a generální vikář pražské arcidiecéze, kanovník svatovítské kapituly a ředitel kurie pražského arcibiskupství, čestný kanovník kapituly sv. Kosmy a Damiána ve Staré Boleslavi a okrskový vikář III. pražského vikariátu. | * 15. června 1966, Nové Město na Moravě                    |         |      |